# Helsingborgshem

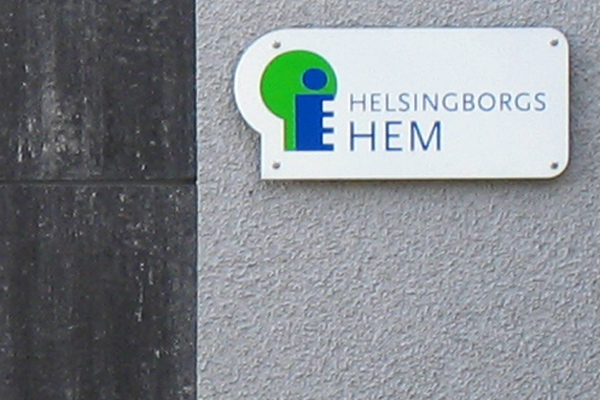
Företagets logotyp, som pryder de flesta av dess bostäder.

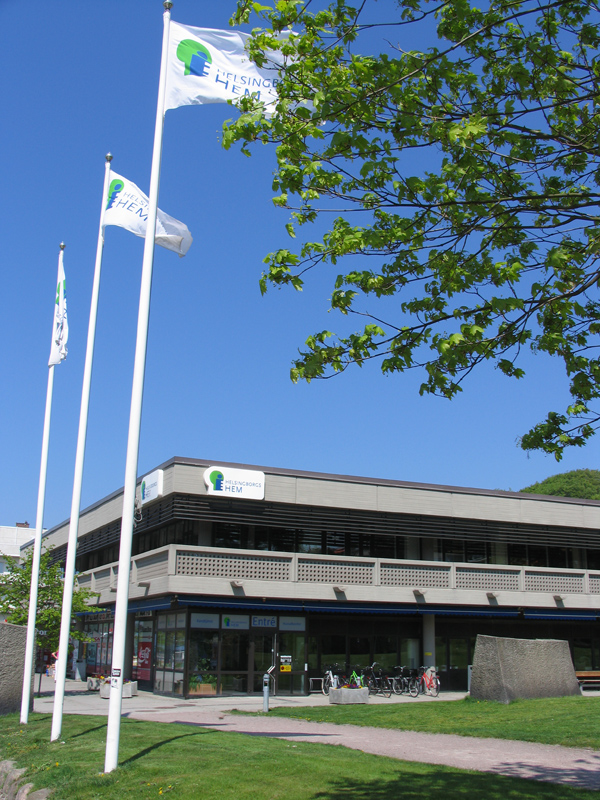
Helsingborgshems tidigare huvudkontor på Drottninggatan.

Helsingborgshem AB (tidigare AB Hälsingborgshem 1946–2000 och AB Helsingborgshem 2000–2018) är Helsingborgs kommuns bolag för bostadsförsörjning inom allmännyttan och den största aktören på den lokala hyresrättsmarknaden. Det totala lägenhetsbeståndet är drygt 12 200 lägenheter och cirka 900 lokaler, fördelade i över 30 bostadsområden. Helsingborgshems styrelse utses av kommunfullmäktige och speglar dess partipolitiska sammansättning. 
Företagets viktigaste uppgift är att skapa goda bostäder och att utveckla hyresrätten som boendeform. Helsingborgshem har sedan sitt bildande gjort ett stort intryck på Helsingborgs stadsbild genom utbyggandet av nya stadsdelar och saneringar av existerande bebyggelse.

## Historia
På 1940-talet uppmanade Sveriges Riksdag alla kommuner att bilda allmännyttiga bostadsföretag, då man ansåg att samhället hade ett ansvar för att möjliggöra en bred bostadsförsörjning. I Helsingborg motionerade därför ledamöterna Anders Persson och Klas Pettersson för skapandet av ett kommunalt fastighetsbolag. Efter beslut i stadsfullmäktige bildades därför AB Hälsingborgshem i augusti 1946. Företagets uppdrag blev att bygga och förvalta bostäder med låga hyror och utan vinstintresse. Dess första VD var den socialdemokratiske fullmäktigeledamoten Börje Skarstedt. Företagets första fastighet låg i kvarteret Snoken i stadsdelen Högaborg och stod klar för inflyttning 1947.
Bostadsbeståndet ökade sedan snabbt med utbyggda fastigheter i kvarteren Ormen, Poppeln, Tomaten och Lussebäcken. Senare byggdes även områden i Wilson Park, gamla Elineberg, Högaborg och i kvarteret Gjuteriet vid Hälsovägen. Stadens allt större expansion skapade en tryckande efterfrågan på bostäder och Helsingborgshem påbörjade på 1960-talet byggandet av knappt 500 lägenheter på Elineberg.
I och med Riksdagens beslut om utbyggnaden av miljonprogrammet kom Helsingborgshems byggande att utöka lavinartat, då företaget höll i ett flertal av de projekt som startades. För att kunna utveckla och modernisera sina byggnadsmetoder gick Helsingborgs hem in som delägare i Helsingborgs Byggelementfabrik, som levererade prefabricerade byggnadsdelar till bostadsprojekten i Fredriksdal och Drottninghög. Det senare området bestod av totalt 1 100 bostäder. Mellan 1972 och 1974 byggdes bostadsområdet Dalhem ut med 500 färdigställda lägenheter per år. Under samma period som miljonprogramsområdena byggdes ut i stadens utkanter tog företaget också del i omfattande saneringar av existerande stadsdelar i centrala Helsingborg, särskilt Högaborg och Stattena.
Under 1980-talet minskade bostadsbyggandet något och företaget byggde en del radhus på Husensjö, Söder och Pålsjö Östra, samtidigt som flera av de äldre områdena rustades upp. Under perioden decentraliserades företagets organisation genom att nio områdeskontor öppnades och man utvecklade ett system med boinflytande, där hyresgästerna gavs möjligheten att påverka bostadsområdenas gemensamma frågor. Man gjorde även försök med så kallad "Hyresgäststyrt underhåll", vilket blev så lyckat att alla företagets områden fick samma modell. Den ekonomiska krisen i början av 1990-talet resulterade dock i neddragningar i personalstyrkan och omfattande hyreshöjningar. Helsingborgshems fastighetsbestånd ökade samtidigt genom till exempel köp av centralt belägna, äldre fastigheter. Under början av 2000-talet tog bostadsbyggandet åter fart genom utbyggnader i bland annat Mariastaden och på Raus Vång.

### Verkställande direktörer
- Börje Skarstedt, 1947–1957
- Arne Malmström, 1957–1978
- Börje Fureby, 1978–1979
- Arnold Brännström, 1979–1984
- Börje Fureby, 1984–1985
- Lars O. Pettersson, 1985–2003
- Jan-anders Andersson, 2003–2008
- Jonas Hansson, 2008–